# Misato (Kumamoto)
Misato (jap. 美里町 Misato-machi) – miasto w Japonii, na wyspie Kiusiu, w prefekturze Kumamoto. Według danych na rok 2020 miejscowość zamieszkiwało 9 392 mieszkańców , a gęstość zaludnienia wyniosła 65,2 os./km².